# Corpsstudentische Inaktivenvereinigungen

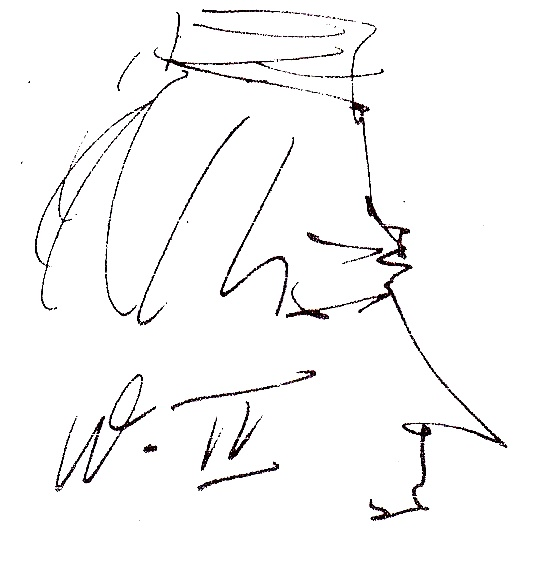
Inaktiver Tübser Rhenane „um 02 Uhr 30“ (Rainer Assmann)

Corpsstudentische Inaktivenvereinigungen waren Vereinigungen von inaktiven Corpsstudenten. Dazu zählen auch Ferienvereinigungen an nichtuniversitären Heimatorten, die nur in den Semesterferien zusammenkamen.

## Inaktivenvereinigungen

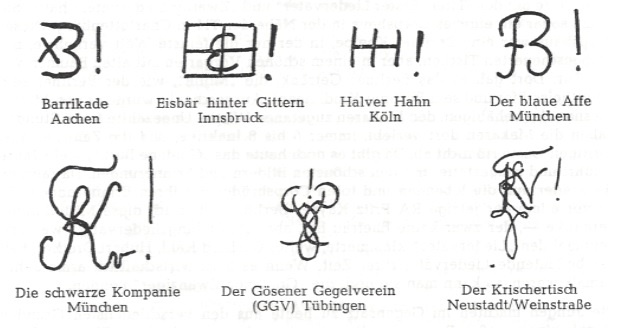
Zirkel

Das Corpsstudententum war (ist) für viele eine Lebensform; die Inaktivenvereinigungen waren aber vor allem deshalb attraktiv, weil sie über der Enge der Convente und der Kösener Kreise standen – und vor überstürzten Eheschließungen schützten. Deutlich wird die Selbstironie, die die Corps von allen anderen Verbindungsarten abhebt. Vergleichbarer Witz und Übermut wären heute undenkbar, zumal Etikette und Umgangsformen kaum noch für wichtig gehalten werden.

„Nur wer die Form beherrscht, darf sich über sie hinwegsetzen.“

### Aachen
- Runder Tisch (1893): Zum täglichen Mittagessen und Abendschoppen traf man sich im Elisenbrunnen, zum Früh- und Dämmerschoppen im Postwagen, beim Ehrhaften Schmied und im Germania. Gepaukt wurde im Kurhaus. Beim 20. Stiftungsfest hatte der Runde Tisch 20 Mitglieder und acht Alte Herren als Verkehrsgäste. Vorsitzender war Klemens Mittelviefhaus Isariae.
- Barrikade (1896): Nach den Annalen der RWTH gründeten Kösener und Weinheimer Corpsstudenten die Vereinigung 1896. Die „Barrikaden-Stürmer“ trafen sich jeden Montag im Domkeller. Bei der regelmäßig gespielten „Barrikade“ wurde um eine Runde Bier, Schnaps und Zigaretten gewürfelt. Jeder Gewinner eines Gemäßes musste einen Vers von Bonifazius Kiesewetter zitieren.[3] Zu Beginn jedes Semesters wählten die „Barrikaden-Stürmer“ ihre Chargen: den „Barrikaden-Vater“ und den „Barrikaden-Meister“.[A 1] Die Chargenzeichen v und vv (für Vogel) konnten bei Bewährung geklammert werden, zum Beispiel als „dreimal gevögelter Barrikaden-Vater“. Bei ihrem Corps bestrafte Mitglieder waren für die Dauer ihrer Dimission Ehrenmitglied der Barrikade. Abzeichen war die um den Hals getragene Lokuskette mit Marke und Mitgliedsnummer, die sich jeder Neuaufgenommene von der Damentoilette besorgen musste. Zu den „Ehrenmitgliedern“ gehörten Zeitungsausträger, Vertreter und Schauspieler. Der Wirt Walter Münder sammelte die Bierdeckel und ließ die Zeche einmal im Monat begleichen. Im Aachener Karneval veranstaltete er einen Hausball für Stammgäste. Die Damen waren Verkäuferinnen von Appelrath & Cüpper. Das Kreuz im Zirkel steht für einen Spanischen Reiter. Das erhaltene Barrikadenbuch von 1932 führt alle Veranstaltungen und 120 Mitglieder auf.[4] Das Farbenlied wurde nach Aachen, freier Musensöhne altersgraue, treue Wacht gesungen:[3]

Auf, ihr Barrikadenstürmer,

auf zum Barrikadenfest,

das mit vielen schönen Hellen

sich ganz prächtig feiern lasst.

Lasst die Lokusketten rasseln,

das ist unser gutes Recht;

|:denn nach alter Väter Sitte

wird barbarisch hier gezecht.:|

Wenn wir auf den Augenbrauen

morgen früh nach Hause gehn,

dann wird man in Aachen schauen:

Wetter auch, die konnten’s schön.

Lasst die Lokusketten …

### Berlin
- BMT: Wie der Sargnagel in Danzig bestand der Berliner Bergmanns Mittags Tisch nur aus Kösener Inaktiven, die an der TH Charlottenburg weiterstudierten. Ab 1920 tagte er in einer Kneipe Ecke Schiller-/Schlüterstraße, mehr oder weniger in Permanenz. Abwechselnd mit dem Berg- und Hüttenmännischen Verein stellte der BMT in der Weimarer Republik den AStA-Vorsitzenden der Bergbau-Abteilung. Einmal im Semester gab er eine offizielle Gastkneipe beim Corps Marchia Berlin.[5]
- Kösener Inaktivenvereinigung (1895): Die etwa 75 Mitglieder tagten im Pschorrbräugarten. Zu den Weihnachtskneipen schickte der Berliner Senioren-Convent (KSCV) Vertreter.
- AHiaCB-Vereinigung der Münchner Makaren (1925): Die Berliner Inaktiven der Makaria München hatten ein eigenes Corpshaus, eine Kneipe mit Vorgarten, alten Bäumen und feinstem Publikum in der Nähe der TH Charlottenburg. Die beiden Chargen waren Liederväter. Zu den alten Gästen gehörte Paul Lüdicke. Die Vereinigung wurde von den Nationalsozialisten verboten. Das Goldene Buch ist erhalten.[6]

### Bonn
- Elisabethen-Stammtisch (1880): Am Elisabethtag gegründet, tagte die Runde unter Leitung des „Oberbonzen“ im Restaurant Schmitz-Ruland, Stockenstraße. In den Kneiptisch waren sechs Silberplaketten mit den Namen der Mitglieder eingelassen. 1929 wurde der Stammtisch erneuert.[1]
- Quinta (1955): Christian Helfer und Wolff von Wolfferdorff Rhenaniae Bonn (sp. Hassiae) hatten die Gründung am 5. Mai 1955 initiiert.[7]

### Breslau
- Die Oderschiffer: Die Schlesischen Oderschiffer (SOS) tagten im Pfeifferhof Löwenbräu in der Schweidnitzer Straße. Die Konstitution ist erhalten. „Schlechter Benimm Ehrensache. Dessinloses Benehmen hat Ausschluß zur Folge.“ (§ III). Der Präside wurde „an jedem Kneipabend gegen 9 Uhr“ neu gewählt und musste sein Amt mindestens eine Stunde lang versehen (§ II).[8]
- Verein inaktiver Corpsstudenten (1900): Das Bierlokal Kissling schenkte Kulmbacher aus. Dem ersten halben Liter folgten kleinere „Schuster“, die ab dem 10. (für Stammgäste) frei waren. Im Frühjahr gab es (für Stammgäste) ein bis zwei Gläser vom „bösen“ Eisbier. Am Sonnabend fuhr man mit der Breslau-Trebnitz-Prausnitzer Kleinbahn nach Hünern, dem letzten Dorf auf Trebnitzer Kreisgebiet. Dort wurde getanzt, geramscht und gezecht, bis keine leere Bierflasche mehr abgestellt werden konnte. Ein Ramsch von 7 oder 8 Inaktiven mit gleich vielen (jüdischen) Normannen und Alemannen bescherte 70 Säbelpartien, die nach dem Ersten Weltkrieg ausgetragen wurden.[9]

### Clausthal
- BTADE: Carl Schnabel gründete den „Bierehrlichsten Tisch auf der Erde“ in der Clausthaler Krone. In der Tischmitte war eine silberne Platte eingelassen. Sie zeigte eine Karte der fünf Erdteile und einen einzigen Ort – Clausthal. Unter der Karte standen die Buchstaben B T A D E. Allabendlich trafen sich Professoren der Bergakademie Clausthal mit einigen Studenten. Der Stammtisch war weltberühmt; angeblich wurde Post an „BTADE in Germany“ zugestellt.[4][10]
- BMT (1922): Zum Ärger der Korporationen hatte der Bergmannstisch einen Briefkasten im Hauptgebäude der Bergakademie Clausthal und chargierte er bei ihrer 150-Jahr-Feier im Frack. Die Mitglieder kamen täglich zum „Billigen Mittags Tisch“, tranken eher wenig, wanderten viel und spielten täglich Doppelkopf. Ein Freundschaftsverhältnis verband sie mit dem „Füllort“ der Burschenschaften.[1]

### Danzig

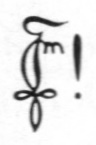
Sargnagel

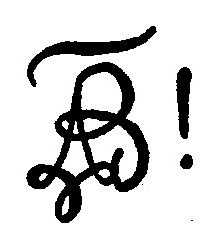
Bowkia

- Bowkia (1904): Das Stammlokal der Vereinigung auswärtiger Inaktiver des Weinheimer S.C. zu Danzig war die Alte Hütte in Langfuhr.[11] Ihren Namen hatte sie vom niederpreußischen Bowke.
- Sargnagel: Gegründet wurde die Vereinigung am 10. Mai 1906 von Kösener Inaktiven, die aus dem Berliner Senioren-Convent (KSCV), dem Senioren-Convent zu Breslau (KSCV), dem Königsberg Senioren-Convent und besonders dem Münchner Senioren-Convent kamen und an der Technischen Hochschule Danzig weiterstudierten. Das Stammlokal war Zur Hütte in Langfuhr. Der Sargnagel war an der Hochschule akkreditiert, stand als Verbindung im Hochschulkalender und hatte die Anschrift Technische Hochschule.[11] Er nahm an den Veranstaltungen der Hochschule und der Weinheimer Corps teil. Das Abzeichen war ein „herrlich geschmiedeter Nagel“. Als Kasse diente ein kleiner schwarzer Sarg.[12][13]

Das Lied der Ritter vom Sargnagel war in durch „Sargnägel“ beflügeltem Tempo zu singen nach der Melodie von „Strömt herbei ihr Völkerscharen“. Das „Stachelschwein“ ist zweifellos eine Reverenz an Waldemar Dyhrenfurth.
| Jüngstens hört ich, wie ein Jünger von dem Stamme Aeskulap Warnend mit erhob'nem Finger Sprach von bösem Herzensklappp: Meid' die Orte, wo euch winket Alkohol, der Feind, der arg. Jeder Tropfen, den ihr trinket, Ist ein Nagel eurem Sarg. | Solch's erinnerte der Gute Aus der Heilkunst Stinketopf. Doch ich sprach mit frohem Mute Zu dem Hohl- und Wasserkopf: Eure Weisheit hoch in Ehren, Aber dennoch klar mir ist: Deshalb Alkohol verwehren Ist doch Blödsinn, Dreck und Mist. | Seht, es herrscht doch gar kein Zweifel, Dass es wurscht ist und egal, Wenn dereinst mich holt der Teufel Aus dem irdischen Lokal. Ob mein Sarg wie eines Vögleins Bürzel glänzet kahl und rein Oder von Millionen Näglein Starret wie ein Stachelschwein! |

### Düsseldorf
- Möstertspöttche (1929):[A 2] Gegründet von neun Medizinstudenten der Medizinischen Akademie Düsseldorf. Getagt wurde im Düsselschlösschen.[1]
- R(h)einschiffer (1968): Gegründet am 20. November 1968 um 04 Uhr 35, hatte der Tisch Mitglieder aus allen schlagenden Verbindungen. Die Farben waren schwarz–dunkel–finster und wurden als Kordel zum Band getragen. Verboten waren Bierjungen und verbandspolitisches Geschwafel, stiller Suff und stiller Furz.[1][4]

### Erlangen

Pfarrerstochter

- Pfarrerstochter (1861), die berühmteste aller Inaktivenvereinigungen
- Haberer: Erlanger Bayern gründeten den Stammtisch in Erinnerung an das Haberfeldtreiben.[1]
- Lustitia (1958): Als das Corps Lusatia Leipzig im April 1958 von Erlangen nach Berlin verlegte, mussten studienhalber acht Lausitzer als auswärtige Inaktive zurückbleiben. Sie gründeten den „Außerordentlichen Stammtisch der Lustitia“. Es gab zwei Arten von Mitgliedern: Die Ordentlichen Mitglieder des Außerordentlichen Stammtischs der Lustitia waren die Lausitzer. Die ehemaligen MC und Inaktive von Verhältniscorps waren Außerordentliche Mitglieder des Außerordentlichen Stammtischs. Darunter waren Tübser Rhenanen, Hallenser Preußen, Altmärker-Masuren und Münchner Pfälzer. Mit dem Erlanger Senioren-Convent stand man sich gut. Als die letzten Mitglieder ihr Studium an der Friedrich-Alexander-Universität beendet hatten, stellte Lustitia ihr fideles Treiben ein.[15]

### Frankfurt am Main
Frankowurstia (vor 1929): Unter Leitung der Oberwurst tagte sie allwöchentlich in der Altdeutschen Bierstube am Kaiserdom St. Bartholomäus. Um das Tischlied gab es viel Ärger: „Und im Frühling da steigt der Saft in die Höh’ und die Mädels, die Vögel, die jauchzen, juchhe!“

### Freiburg im Breisgau
- Schurkenbund (1890): Unter Leitung des Oberschurken tagte man im Domhotel, im Restaurant am Martinstor und nach dem Ersten Weltkrieg im Württemberger Hof. Der Bund sorgte für das Wiederaufleben des Freiburger Alte-Herren-Senioren-Convents und ging vor 1928 ein.[1]
- Schwarze Sau
- Schwarzwurzia: Ende der 1970er-Jahre gegründete Vereinigung von Inaktiven auswärtiger Kösener Corps (schwarzes Band). Aufnahme neuer Mitglieder samstags um 12.00 Uhr auf dem Turm des Freiburger Münsters (beim Glockenschlag).

### Gießen
- Rübe (1912): Unter dem Vorsitz der Oberrübe tagte man im Augustiner. In dem Bierlokal beim Stadttheater Gießen bediente der Oberkellner Kaiser, ein „Majestät“ genanntes Original. Mit dem Ersten Weltkrieg ging der Bund ein.[1]
- Lahnschiffer

### Göttingen
- Die (17) Ähnlichen (1920): Gegründet wurde die Vereinigung von Bernd van Lossen Franconiae Tübingen, dem damals ältesten von etwa 150 inaktiven Corpsstudenten an der Georg-August-Universität. Obwohl sie den Angehörigen aller Corps offenstand, durfte die Teilnehmerzahl 17 nicht übersteigen. Vorsitzender war über sechs Semester Herbert zur Nieden Rhenaniae Straßburg. Die Vereinigung hatte nur ungeschriebene Gesetze, keine Statuten, Farben oder Zirkel. Als Hospitant stiftete Josef Underberg einen Tisch, in den die Rudelsburg und die Namen der Mitglieder eingemeißelt waren. Er steht im Gasthaus Jütte. Zeitweise wurde Hinein statt Prost gerufen.[1][4]
- Voll-Eulalia

### Graz
Bauernschreck (1913): Nach einem gefürchteten Wolf benannt, versammelte die Vereinigung vor allem Angehörige Grazer Corps, die die einmal bezogene Hochschule nur selten wechselten. Stammtischzeichen war der Braunschweiger Löwe, weil Ernst August (Braunschweig) Viktoria Luise von Preußen geheiratet hatte. Die Bemühungen der österreichischen Corps um Aufnahme in den KSCV spielten eine große Rolle. Nach nur einem Jahr ging der Bund mit Ausbruch des Ersten Weltkrieges ein.

### Greifswald

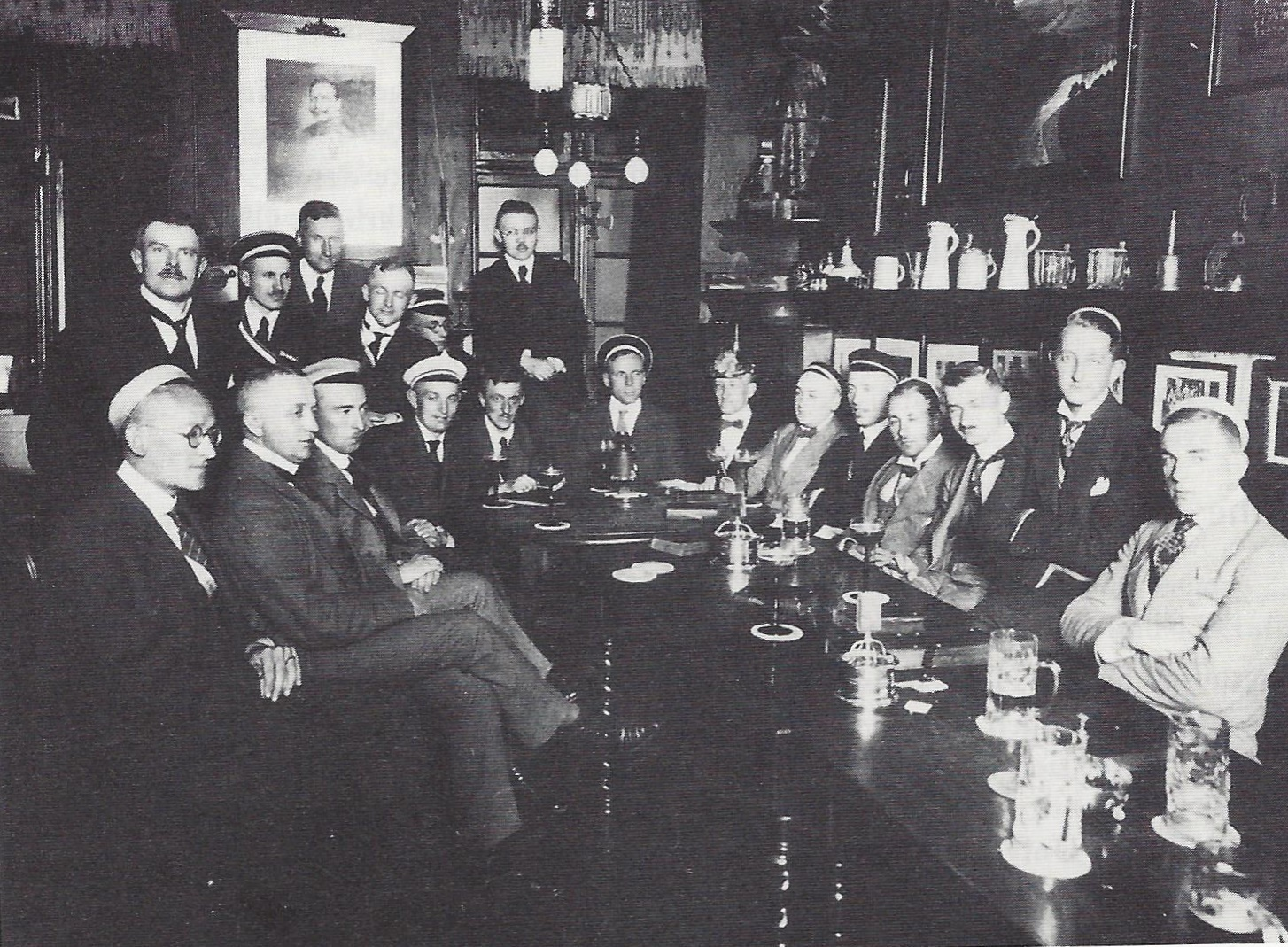
Kösener Tisch in der Falle

Das Lokal in der Fischstr. 11 wurde 1862 von Adolf Kuhardt als Gambrinus-Halle gegründet und 1884 offiziell in Falle umbenannt. Am Sedantag geboren, stand Max Pansow ein halbes Jahrhundert hinter dem Tresen. Auch als sein Sohn (bis 1954) Fallenkrüger war, blieb er Stammgast. Dem 1900 gegründeten Kösener Inaktivenstammtisch folgte 1903 ein Tisch für die (externen) Burschenschafter. Zwischen den beiden Tischen saßen die „Neutralen“. Zu ihnen gehörten August Bier, Rudolf Credner, Friedrich Loeffler, Ferdinand Sauerbruch, Wolfgang Stammler und Paul Uhlenhuth. Ludwig Denecke war 1926–1929 Kösener Stammgast. Ab 1954 war Hans Wehrli der Spiritus rector der Falle. Das Universitätsarchiv Greifswald verwahrt die zahlreichen Gästebücher.

„1935 erkannte die Falle, daß die politischen Verhältnisse ein Weiterleben nicht zuließen. Sang- und klanglos wollte man aber nicht eingehen. Um zu demonstrieren, daß man dem Zeitgeist nicht abhold sei, beschloß man, sportlich das Ende zu suchen. Man druckte und versandte auf teuerstem Papier Einladungen zu einem Fußballspiel gegen die Universitätsfußballmannschaft im Universitätsstadion. Der Einladung folgten Stadt-, Universitäts- und Parteigrößen. Am Vorabend begann man in üblicher Form die Fallensitzung. Sie wurde kurz vor Beginn des Fußballspiels beendet, indem bestellte Möbelpacker die nicht mehr gehfähigen Fallenmitglieder samt ihrer Hunde auf einem Möbelwagen auf- und auf dem Spielfeld, auf dem die Gegenmannschaft sich bereits warmlief, vor versammelten Honoratioren wieder ablud.“

### Hamburg
- Hummel-Hummel
- Seeräuber (1930): „Käppen“ war Otto Bothe.[18]

### Heidelberg
Streberbund (1889): Die Streber trugen ein breites Band mit sämtlichen Grundfarben. Stiftungsfeste begannen mit einem Dämmerschoppen im Neckar unter der Alten Brücke (Heidelberg). Unter reger Beteiligung des Alte-Herren-Senioren-Convents wurde der Streberbund mit altem Wappen und Couleur im Sommersemester 1920 wieder aufgetan. Gekneipt wurde im Roten Ochsen in Rohrbach (Heidelberg). Die Teilnahme an den Mensuren des Heidelberger Senioren-Convents war Pflicht. Ein Mitglied war der spätere Generalleutnant Friedrich Weber.

### Innsbruck
Eisbär hinter Gittern (1931): Auf Initiative von Gerhard Heynold Hubertiae München gründeten Verkehrsgäste des Corps Rhaetia den Eisbären. Wegen der politischen Verhältnisse im Ständestaat (Österreich) und der Tausend-Mark-Sperre bestand er nur bis 1934. Kneiplokal war das Weinhaus Graue Katz. Erster Vorsitzender und Gründer war Karl Heimann Palatiae Bonn, Stellvertreter Werner Gelhard Masoviae, Guestphaliae Jena, Schriftwart Rolf Fromm Friso-Luneburgiae EM, Rhaetiae.

### Jena

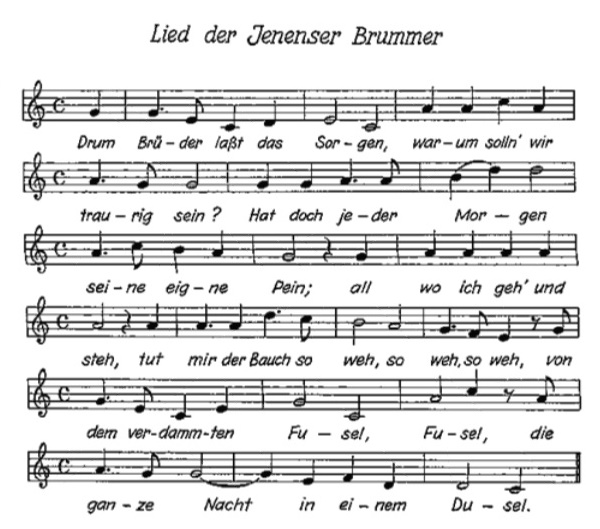
Brummerlied

Neobrummkrakelia (1890): In der legendären Inaktivenvereinigung fanden sich Bürger, Handwerker, Braumeister und Honoratioren, nur keine Professoren. Gegründet hatte sie Max Eckhard Guestphaliae Würzburg, der 1902 nach mehreren Anläufen und Ausnahmegenehmigungen unter Anteilnahme ganz Jenas das medizinische Staatsexamen bestand. Die Brummer hatten ein eigenes Studentenlied und den Wahlspruch Einsetzen! Kullern! Kappes! Die Vereinigung bestand bis 1936 und kam 1958 noch einmal in Hannover zusammen. Der berühmte Schneidermeister Paul Zänker hat viele Erinnerungen an die „Brummochsen“ festgehalten.

### Kiel
- Zentrum: Um die Jahrhundertwende gegründet und nach dem kleinen Gasthof Zentral-Hotel benannt, hatte das Zentrum immer 100 bis 120 Mitglieder. Die Kaiserliche Marine und das Segeln zogen viele Inaktive nach Kiel. Wegen Streitigkeiten ging das Zentrum vor dem Ersten Weltkrieg ein.[1]
- Teich: Um 1911 tagte der Teich im Hofbräuhaus. Als einer der letzten Überlebenden machte Koos Sueviae Freiburg den Teich 1920 wieder auf. Brautlecht Hubertiae Freiburg (sp. Sueviae Straßburg) war 1937 der letzte Oberstorch.[22]
- Feudel: Vier Altmärker-Masuren, ein Tübser Franke, ein Marburger Arminianer und ein Sängerschafter gründeten in den 1970er Jahren den Stammtisch im Anglerhof am Knooper Weg. Über dem Plüschsofa der Kneipe hing die Kuckucksuhr: De Tiet de löpt, de Klock geiht flink, de Kuckuck röpt, komm rin und drink! Tischstander war der Feudel, mit dem am Gründungsabend verschüttetes Bier aufgewischt worden war. Die Farben seines Randes wurden Couleur des Stammtischs. Das Farbenlied war Gefochten haben alle wir. Die Runde löste sich mit den Examen der 10 Mitglieder auf.

### Köln
Halver Hahn (1898): Wie der AHSC tagte der Halve Hahn in den 1920er Jahren im Kloog. 1921 hatte der Verein 170 Mitglieder. Vorübergehend suspendiert, wurde er 1927 von acht Inaktiven neu gegründet. Egon Wibberich Isariae leitete ihn bis 1934. Als Couleur wurde ein Sportgürtel quer unter dem Band getragen. Die Farbenstrophe war „... und schlingt mir um die kalte Brust das Halve Hahnenband!“ Die Beziehungen zu den beiden Kölner Corps und zum AHSC waren herzlich. Weinheimer konnten Mitglied werden. Das Corps Rhenania Tübingen hatte seinen Mitgliedern die Mitgliedschaft verboten.

### Königsberg i. Pr.
Kreuzritter (1913): Der Mittagstisch im Hotel Kreutz wurde 1928 von Helmut Pichler Franconiae Tübingen wiedergegründet. 1929 waren 35 Corps bei den Kreuzrittern vertreten. An einem Abend nahm Siegfried Graf Lehndorff mit seiner ganzen Familie teil. 1929/30 war Prinz Wilhelm v. Preußen ständiger Gast. Die Kreuzritter hielten guten Kontakt zu den Königsberger Corps und zum AHSC. Studienfahrten gingen zur Marienburg (Ordensburg), nach Marienwerder und Danzig, zum Hauptgestüt Trakehnen und in die Rominter Heide.

### Leipzig
- Leipziger Jungfer: Der am 13. November 1890 im Thüringer Hof gegründete Leipziger Inaktivenverein beging im SS 1914 den Tauftag und erhielt den Ehrentitel Leipziger Jungfer. 27 Mitglieder trafen sich an jedem Freitagabend. Nicht lange nach der Wiederbegründung im Dezember 1920 ging sie ein.[1]

- Nonne (1929/30): Papst, Prior und Äbtissin leiteten die Sitzungen im Corpsstübchen des Thüringer Hofs, das der bierliefernde Brauereibesitzer, ein thüringischer Kommerzienrat, gestiftet hatte. Hier entstand das Nonnenlied. War man für die Aufnahme durch das Kellerfenster gekommen und kopfüber auf dem Biertisch gelandet, hatte man einen Sektkübel Bier zu spendieren und drei Fragen zu beantworten. Eine war: „In welchem Scheißbund haben Sie sich Ihr Band ergnossen?“[A 5] Man sprach der Gose zu und fuhr alljährlich auf einem Lastwagen mit einem Fass Bier zum Kösener Congress. Ab 1932 gab es auch Damenfeste.[1]

### Mainz
- WC = Wissenschaftliches Cränzchen
- Stiftia[24]

### Marburg
- Löwenbund (1893): Regelmäßiger Gast war Wilhelm Fabricius. Das 20. Stiftungsfest wurde im Restaurant Seebode am Frauenberg (Hessen) gefeiert.[25][A 6] 1919, als Marburg seit vier Jahren Vorort des KSCV war, tat sich Löwenbund wieder auf. Beim Umzug von der Alten Post ins frühere Stammlokal Kraatz ritt der Oberlöwe in Kneipjacke auf einem Schimmel hinter einer Blaskapelle dem Festzug voran. Die Löwen trugen den feierlichen „Rollanzug“ mit Gamaschen und kurzen Hosen. Umgeben von Studentenmützen, wurde die „Bundeslade“ mit den „Reliquien“ in einer Schubkarre verbracht. Alexander von Dörnberg und Gerhard Habich Brunsvigae Göttingen (ab WS 1923/24) waren Oberlöwen. Freundschaftliche Beziehungen bestanden zu den Münsteraner Wiedertäufern und den Heidelberger Strebern.[1]

- Käsebrod: Um 1925 hatte die Kösener Inaktivenvereinigung ein eigenes Liederbuch.

### München
- Schwarze Kompanie: Mitglieder schwarzer Corps kamen als Schwarzer Kreis im Bürgerbräu zusammen. Der Stammtischstander war weiß mit schwarzem Ring. Als sie im November 1930 einen Stammtisch mit den Münchner Schwaben im Franziskaner lärmend verließen, beeindruckten sie die Polizei mit militärischem Appell. Fortan hieß der Kreis Schwarze Kompanie (1930). Der Vorsitzende Helmut Herzog wurde „Hauptmann“. Unter den regelmäßigen Gästen waren auch Nichtkorporierte. Eine Frau wurde als „Marketenderin“ aufgenommen.[A 7] Bis zur Auflösung 1934 waren Hans Michael Schmitt Bavariae und Hardy Zimmer Sueviae noch „Kompaniechefs“.[1]

- Blauer Affe: Bei den Zusammenkünften von Angehörigen des blauen Kreises im Franziskaner achtete der Brüllaffe auf die Einhaltung des § 11. Auf dem Isarenhaus wurde gekegelt. Ramsch und Coramage waren verboten.[1]

- Hartsäufer: Angehörige grüner Corps
- Consuffia (1951)

### Münster (Westfalen)
- Wiedertäufer (1902):[26] Nach dem Täuferreich von Münster benannten die Chargen sich nach den hingerichteten sogenannten Wiedertäufern Jan van Leiden, Bernd Krechting und Bernd Knipperdolling. Mit dem Corps Rheno-Guestphalia standen sie im katholischen Münster auf corpsstudentischem Vorposten.[27] 1930 begrüßte Frackmann Saxoniae Bonn als „Jan van Leyden XXXII“ Kösener und Weinheimer Alte Herren und Vertreter der Reichswehr zum Ball und Kommers.[28] Die Wiedertäufer trafen sich mittwochs im Alten Fritz in der Bergstraße.[29] Am 10. September 1954 wurde ein Kösener Stammtisch gegründet, der sich jeden ersten und dritten Freitag im Monat in der Gaststätte Kindermann traf.[1]

- Schnurbartbinde
- Prominentia, blauer Kreis

### Prag
P.I.C. Wenzel: Vorläufer von Prags Inaktiven Club waren die „Idealistischen Abende“ von Frankonia Prag in Vinohrady. Der P.I.C. entstand am 24. Januar 1932 im Goldenen Kreuzl (Nekazanka Nr. 7). Gründer waren Prager Franken, Prager Schwaben, Ansbacher, Münchner Bayern und Münchner Huberten. Erster Oberwenzel war Adalbert Sladek Frankoniae Prag. Die Farben waren schwarz–dunkel–finster. Ober- und Unterwenzel trugen dunkelviolette, die übrigen Wenzel schwarze Samttönnchen. Beim Oberwenzel war ein goldenes, bei den anderen ein silbernes Pik Ass aufgestickt.
Bin ich moralisch auf den Hund, geh ich zum Inaktivenbund.

Das schwarz-schwarz-schwärzeste Panier war stets die letzte Rettung mir.

Drum schwör ich es ganz ungeniert, es wird gesoffen statt studiert.

### Rostock

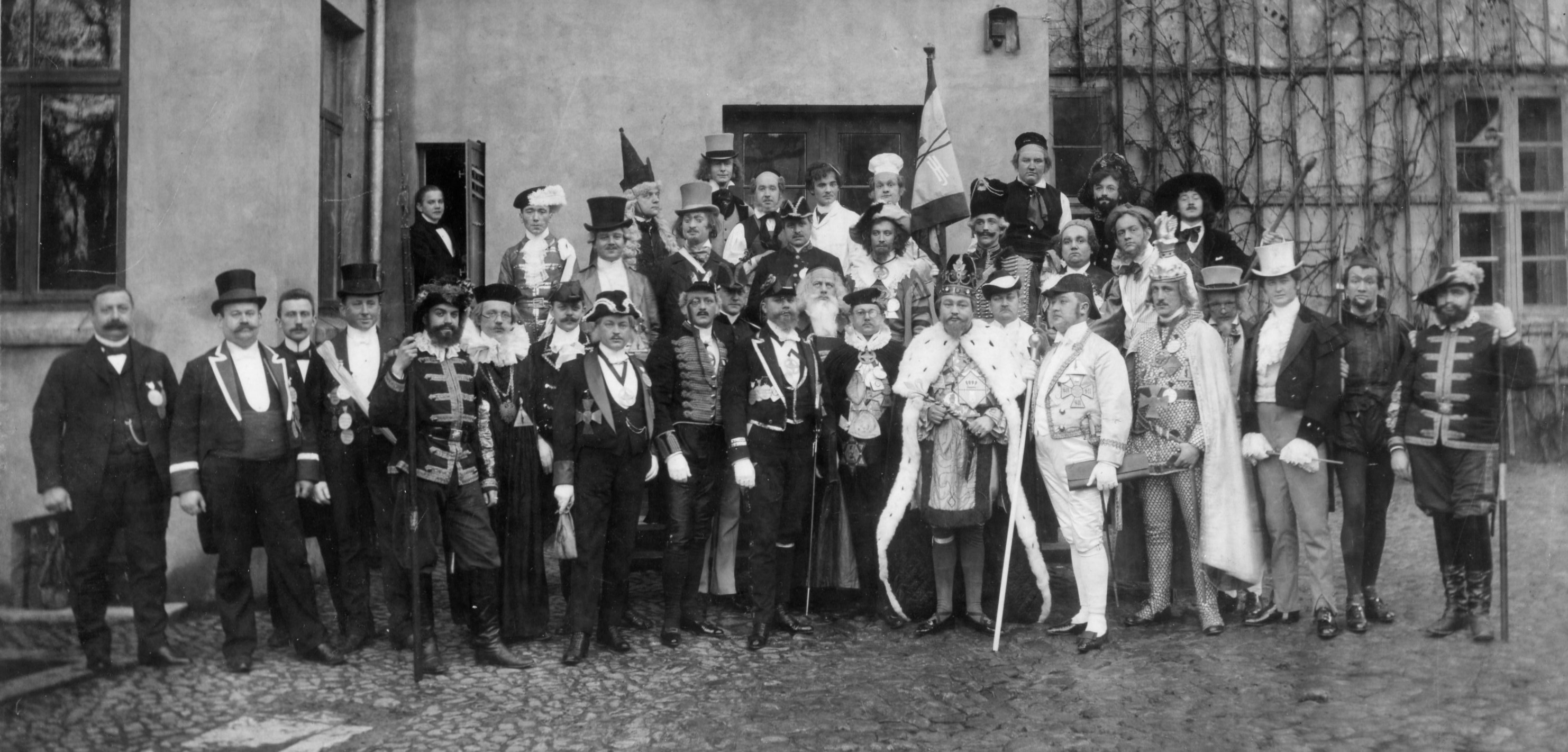
Bützower Hoftag (1912)

Sumpf: Die Sumpfhühner fanden in den 1880er Jahren zusammen und tagten auf der Empore vom Rostocker Hof, im Sommer in Warnemünde. Ein großes Stiftungsfest feierten sie am 3. Juli 1920 bei Ruwoldt und Bade. Sumpfhähne waren Gottfried Eggebrecht und Hubert Galm (1931–1934). Zu den etwa 80 Mitgliedern gehörten die Inaktiven des Corps Vandalia Rostock und des Corps Visigothia. Wegen Beleidigung des Sumpfs wurden einem Münchner Germanen 42 Säbel- und zwei Pistolenforderungen überbracht. Das vom Rostocker AHSC gestellte Ehrengericht genehmigte Galm eine Partie auf schweren Säbel. Sie wurde bei Guestphalia Bonn ausgetragen. Der Sumpf veranstaltete den Bützower Hoftag.

### Stuttgart
Blaue Blume: Am 6. Juli 1927 von Kösenern und Weinheimern gegründet, beteiligte die Vereinigung sich rege an den Kneipen und Mensuren der Stuttgarter Corps. Ihre Aktiven und die Hohenheimer Germanen waren häufige Gäste im Träuble.

### Tübingen
Gösener Gegelverein (GGV): Am 17. Mai 1887 wurde DER SEHR HOHE GGV MIT WEISSEM HERMELIN gegründet. Die Chargierten heißen Oberbulle (ob), Gegeldräger (gd) und Schreiberbulle (sb). Die Gegelbrüder tragen einen „permanent blauen“ Weinzipfel mit Schieber in Wappenform. Der Wahlspruch war „Wir sind der Kösener Kegelverein, wir kegeln die Kugeln in die Kegel hinein“. Das GGV-Lied hat drei gleichlautende Strophen: „Dem GGV, dem haben wir’s geschworen, dem Gös’ner Gegel reichen wir die Hand.“ Der GGV tagte in der Stadtpost. Ihr Wirt, ein Bäcker, war Ehrenmitglied. Erich Bauer wurde im WS 1957/58 EM. Die Constitution des GGV ist die älteste einer Inaktivenvereinigung – und „eine großartige Persiflage des Aktivenlebens“. Auf den (nach dem Gründungsjahr) 87 cm hohen „Gösener Gegel“ legen die Gegelbrüder beim GGV-Lied die rechten Hände übereinander. Bei den Zusammenkünften wird die „Kollekte“ erhoben – alle Münzen unter 1 Mark, resp. 1 €. In eine „Reisekasse“ kamen alle ausländischen Münzen, auch Biermarken – „falls der GGV ins Ausland fährt“. Diese „Bundeslade“ trug die Wappen von GGV, Isaria und Rheno-Guestphalia in Porzellanmalerei. Das in ihr aufbewahrte Vermögen wurde durch die Abwertung des Franc in den 1950er Jahren „außerordentlich“ gemindert. Auf permanent blauem Papier empörte man sich bei Charles de Gaulle, dass er den SEHR HOHEN GGV MIT WEISSEM HERMELIN nicht zuvor gehört hatte. Sein Vermögensverlust diene sicher nicht dem glorreichen Rufe der bewunderungswürdigen Französischen Nation. Unter Angabe der Kontoverbindung wurde um eine Überweisung des Differenzbetrages gebeten. Der Brief blieb wohl unbeantwortet. Zwischenzeitlich tagte der GGV im Rebstock („beim Dattler“) in der Ammergasse. Durch mehrere Pächterwechsel und Umbauten sowie durch den Wechsel von einer gemütlichen Weinstube in ein dem Zeitgeist huldigendes Speiselokal wurde der GGV heimatlos. Seit einigen Jahren tagt er im Gutenberg in der Langen Gasse. Nach dem Erwerb von Aktien einer Stuttgarter Brauerei kam „UND EIGENER BRAUEREI“ zum Namen dazu.
Der Jahreskreis des GGV ist durch die regelmäßigen Veranstaltungen neben dem monatlichen Treffen (oGGV) im Gutenberg geprägt. Die Karl-Freytags-Wanderung (KF ist ein heute unbekannter, schon vor langem verstorbener Gegelbruder, der eine von ihm lange gepflegte Wanderung am Freitag vor Ostern im GGV einführte), das Stiftungsfest im Sommer, die Weinfahrt im September, das Rehessen im November und der Weihnachts-GGV im Dezember bilden den Rahmen eines aktiven Gemeinschaftslebens.

### Würzburg
- Burgritter (1890): Die Burgritter trafen sich im Bratwurstglöckle. Dimittierte trugen einen braunen Stürmer.[1]
- Wuschi-Wuschi (1929)
- Julia (1955): Die Mitglieder trugen ein schmales blaues Band mit roter Perkussion. Sie tagten im Johanniterbäck.[1]

### Zürich
Auf die Nuss (1913): Von sechs Inaktiven gegründet, tagte die Vereinigung im Restaurant Zur Blauen Blume.

## Ferienvereinigungen
- Ansbach – Bärengesellschaft (1878)
- Kaiserslautern – Verein der Friedenssäufer (VdFS)
- Neustadt an der Weinstraße – Krischertisch: Seit 1900 vereinte der Krischertisch einheimische Aktive und Inaktive. Sie tagten in der Gambrinushalle und im Rodensteiner. Unter dem Oberkrischer Beutner Rhenaniae Würzburg, Franconiae München verlegten sie 1908 in den Augustiner. Seither fand alljährlich eine (bald berühmte) Osterfahrt statt, über Lambrecht, Weidenthal, Frankenstein, Burg Frankenstein, das Forsthaus zur Isenach und die Alte Schmelz nach Bad Dürkheim. Die Heimfahrt ging über Deidesheim oder Ruppertsberg. Zur Zeit der französischen Pfalzbesetzung bewährte sich der Wahlspruch „Redd nix, denk dran!“[A 9] Vor dem Frühschoppen war regelmäßig eine Stunde Pauken für die Füchse und Corpsburschen. Mit der Verlegung in die Schwarze Katz (1926) wurde der Krischertisch zur ganzjährig tagenden Inaktivenvereinigung.[37] Ein Mitglied war Alfred Köhler.
- Speyer – Mohrentisch (1880): Unter Vorsitz des Obermohren tagten die etwa 30 Mohren in der Sonne. Ein freundschaftliches Verhältnis bestand zu den Krischern in Neustadt. Im Ersten Weltkrieg fielen sieben Mitglieder. Das Couleur war dunkel–schwarz–schwarz–hellschwarz.
- Stettin – Stettiner Ferienvereinigung (1920)